# Кикују
Кикују (понекад се изговара Гикују) је највећа етничка група Кеније. Броје око 7,4 милиона припадника што чини око 22% укупног становништва Кеније. Баве се пољопривредом у плодним централним висоравнима и представљају једну од економски најактивнијих етничких група у Кенији.

## Порекло
Иако нису потпуно сигурни, етнолози верују како су Кикују дошли у данашњу Кенију из Западне Африке (данашњи Камерун) заједно с другим Банту племенима. Дошавши у данашњу Танзанију, мигрирали су покрај Килиманџара у Кенију те се коначно населили око планине Кенија док је остатак групе наставио да мигрира према југу Африке (створивши данашње Зулуе, Шоне итд.). У почетку су били ловци-сакупљачи, али, за разлику од нилотских народа који су били номадски сточари, почели су се бавити земљорадњом користећи врло плодно вулканско тло око планине Кенија и венца Абердаре. 

## Историја
Кикују су углавном били у добрим односима с етничком групом Масаи—својим суседима с којима их је повезивала интензивна трговина. Колонијализам је пореметио овај однос. Почевши у 1880-има, Британци су се прво населили на обали, а након почетка изградње жељезнице према језеру Викторија и у Кикујиланду - земљи Кикуја. Конфсковали су земљу од Кикуја који су били сведени на мале резервате у којима се није могла обрађивати земља. 

## Антиколонијализам
Кикују су били најактивнија етничка група за време борбе за кенијску независност, па су многи чланови Мау-Мау покрета били из њихових редова. Већ 1920-их је организовани отпор колонијалним властима започео преко Централног Кикују Удружења. Након Другог светског рата Кикују су били посебно узнемирени па се створио Мау Мау на челу с Деданом Киматијем. Он се сматра вођом покрета који је поразио колонијалну власт. 

## После независности
Први председник Кеније, Џомо Кенијата, био је Кикују. Кенијски трећи председник Мваи Кибаки је такође Кикују. Он је побиедио на изборима године 2002. против Ухуруа Кенијате (сина првог председника), кога је подржавао одлазећи председник Данијел Арап Мои. Познати кенијски писац Нгуги ва Тионго је Кикују, данас искључиво пише на матерњем гикују језику и свахилију. Добитница Нобелове награде за мир 2004. године, Вангари Матаи, је такође Кикују.

## Језик
Кикују говоре гикују који спада у групу банту језика.

## Религија
Кикју религија је монотеистичка. Постоји само један бог зван Нгаи (кога такође поштују Масаи и Камба), који живи на врху планине Кенија (коју зову Киринуага - што значи Божје планинско станиште). 

## Друштвена структура
Многи Кикују су се иселили из Кикујуланда у друге делове света кроз мешане бракове, пословне прилике, студије и тражећи боље услове живота итд. Они који су остали у сеоским срединама настављају да се баве земљорадњом.